# Aaron Solowoniuk
Aaron Solowoniuk (21 de noviembre de 1974) es el baterista de la banda canadiense de punk rock Billy Talent.

## Biografía
Solowoniuk nació y creció en Streetsville, Ontario, y con pocos años empezó a tocar la batería, siendo su primer set un regalo de sus padres. Su padre nació en Ucrania.
A medida que iba creciendo, Aaron continuó tocando la batería y con el tiempo conoció a Benjamin Kowalewicz y Jonathan Gallant en su instituto, Our Lady of Mount Carmel Catholic Secondary School, donde crearon una banda llamada "To Each His Own". Unos pocos años después, el grupo conoció a Ian D'Sa, quien tocaba en "Dragon Flower", y los cuatro se unieron en "The Other One", y después en Pezz. Aaron continuó tocando en Pezz y, después del instituto, obtuvo un certificado de carrocería y trabajó en una fábrica de Chrysler como trabajor de cadena de montaje. En 1998, Aaron ayudó a grabar dos cintas demo, y Watoosh!, el álbum debut de Pezz. Posteriormente, Pezz se convirtió en Billy Talent (debido a que una banda estadounidense ya tenía ese nombre) y lanzó 3 álbumes, Billy Talent I, II y III, siendo los últimos dos premiados en los Juno Awards. En este momento, la banda se encuentra promocionando su nuevo álbum, Dead Silence.
Aaron está casado y tiene una hija llamada Willow, y un perro llamado Roxy. Su esposa es una artista de tatuajes.

## Enfermedad
En marzo de 2006, escribió una carta a los fanes de la banda en la que contaba que le habían diagnosticado esclerosis múltiple.  Él lo había mantenido en secreto en un intento de evitar compasión indeseada, pero decidió revelar su condición después de descubrir que algunos casos de esclerosis múltiple son diagnosticados con incluso tres años de edad. Desde entonces Aaron se ha convertido en un partidario para encontrar la cura a la enfermedad. Como ejemplo de su dedicación, ayudó a organizar F.U.M.S, un concierto benéfico el Boxing Day de 2006 en el que Billy Talent, Moneen y Alexisonfire actuaron en la Opera House de Toronto, y todas las ganancias fueron a la Sociedad Canadiense de la Esclerosis Múltiple (Multiple Sclerosis Society of Canada).
El 2 de febrero de 2012 se sometió a una operación a corazón abierto, y escribió una carta a sus fanes a través de Facebook informándoles el 17 de febrero.